# Stejnopohlavní manželství v Německu
Stejnopohlavní manželství je v Německu legální od 1. října 2017. Návrh příslušného zákona přijaly spolkový sněm (Bundestag) 30. června 2017 a spolková rada (Bundesrat) 7. července. 20. července jej podepsal německý prezident Frank-Walter Steinmeier. 28. července 2017 byl publikován v promulgační listině. Zákon nabyl účinnosti prvním dnem třetího měsíce následujícím po publikaci, tj. 1. říjen 2017.
Předtím mohly homosexuální páry od r. 2001 do r. 2017 uzavírat registrované životní partnerství (Eingetragene Lebenspartnerschaft), které jim garantovalo téměř veškerá práva a povinnosti plynoucí z manželství.

## Historie

### Registrované partnerství

#### První a druhá Schröderova vláda (1998–2005)
Zákon o registrovaném partnerství z r. 2001 byl kompromisem mezi zastánci stejnopohlavního manželství a konzervativci ze dvou předních konzervativních stran, jejichž představa o interpretaci manželství nepřipouštěla jeho zpřístupnění párům stejného pohlaví. Zákon párům žijícím v partnerství garantuje určitou část práv a povinností plynoucích manželským párům různého pohlaví. Sepsán byl poslancem Volkerem Beckem za Svaz 90/Zelené a schválen spolkovou vládou složenou převážně z ministrů za Zelené a Sociální demokracii. Spolkový sněm jej schválil v listopadu 2000 s podporou vládnoucích stran a odporem opozičních stran CDU/CSU a FDP a postoupil prezidentovi Johannesovi Rauovi, který jej 16. února 2001 podepsal. Zákon nabyl účinnosti 1. srpna 2001.
17. července 2002 dostalo registrované partnerství podporu i ze strany Spolkového ústavního soudu. Soud se jednoznačně shodl na tom, že proces vedoucí k implementaci tohoto zákona byl ústavní. Osmičlenný soudní senát dále rozhodl v poměru hlasů 4:3, že i podstata registrovaného partnerství odpovídá Ústavě Spolkové republiky Německo, a že by mělo garantovat párům žijícím v něm stejná práva a povinnosti vycházející z manželství. (Původní verze zákona neobsahovala ustanovení týkající se osvojování dětí a pozůstalostních důchodů s odvoláním se na "zvláštní ochranu", kterou ústava přiznává manželství a rodině. Soud poznamenal, že zvláštnost ochrany nespočívá v jejím množství, nýbrž charakteru, kdežto ochrana registrovaného partnerství v uvážení spolkového sněmu.)
12. října 2004 byl spolkovým sněmem přijat Zákon o revizi občanského práva (německy Gesetz zur Überarbeitung des Lebenspartnerschatsrechts), který rozšířil zákon o registrovaném partnerství o možnost osvojení dítěte partnera a o jednodušší uspořádání o rozvodu a výživném, nicméně bez daňových výhod pro manžele. Účinnosti nabyl 1. ledna 2005.

#### První vláda Angely Merkelové (2005–2009)
V červenci 2008 vyhověl Spolkový ústavní soud požadavku trans osoby nadále setrvat v manželství, v němž žila se svojí manželkou více než 50 let, a to i přes úředně změněné pohlaví z muže na ženu. Zákonodárný sbor dostal jeden rok na to, aby provedl patřičné změny v zákonech zabývajících se aspekty změn pohlaví.
22. října 2009 rozhodl ústavní soud ve prospěch muže, který spolu se svým registrovaným partnerem dostal od zaměstnavatele nižší důchodové benefity s odkazem na to, že nežije v manželství, a to tak že má nárok na rovné zacházení v těchto aspektech. Rozsudek, který by se mohl na první pohled jevit tak, že řeší výhradně důchodové záležitosti, však řeší spíše veškerá práva a povinnosti aplikovaná na manželské páry.

#### Druhá vláda Angely Merkelové (2009–2013)
25. října 2009 byl zrušen vládní program nové koalice Křesťanskodemokratické unie a Svobodné demokratické strany. Součástí jeho stanov bylo, že registrované (homosexuální) páry a manželské (heterosexuální) páry nemají být v nerovném postavení, a že by se měl do právního řádu implementovat rozsudek Ústavního soudu z 22. října 2009. Toto však netýkalo aspektů osvojování.
17. srpna 2010 rozhodl Spolkový ústavní soud, že by měli mít pozůstalí partneři stejný systém výpočtu dědické daně jako mají pozůstalí manželé. Sazba dědické daně se předtím pohybovala v rozmezí od 7–30 % z pozůstalosti pro poz. manžele a 17–50 % pro poz. partnery.
18. února 2013 posílil Spolkový ústavní soud adopční práva osob žijících v registrovaném partnerství, a to tak že umožnil přisvojení jak biologického, tak i adoptovaného dítěte druhého z partnerů. Nicméně vláda toto rozhodnutí nedoručila parlamentu včas, čímž se přijetí nových adopčních zákonů, které měly platit už od června 2013, opozdilo. Soud vyměřil parlamentu na provedení patřičných změn v zákonech lhůtu do 30. června 2014.
6. června 2013 rozhodl Spolkový ústavní soud tak, že by mělo mít registrované partnerství stejný režim společného zdanění, který má manželství. Parlament daňové zákony změnil s retroaktivitou do jednoho měsíce.

#### Třetí vláda Angely Merkelové (2013–2017)

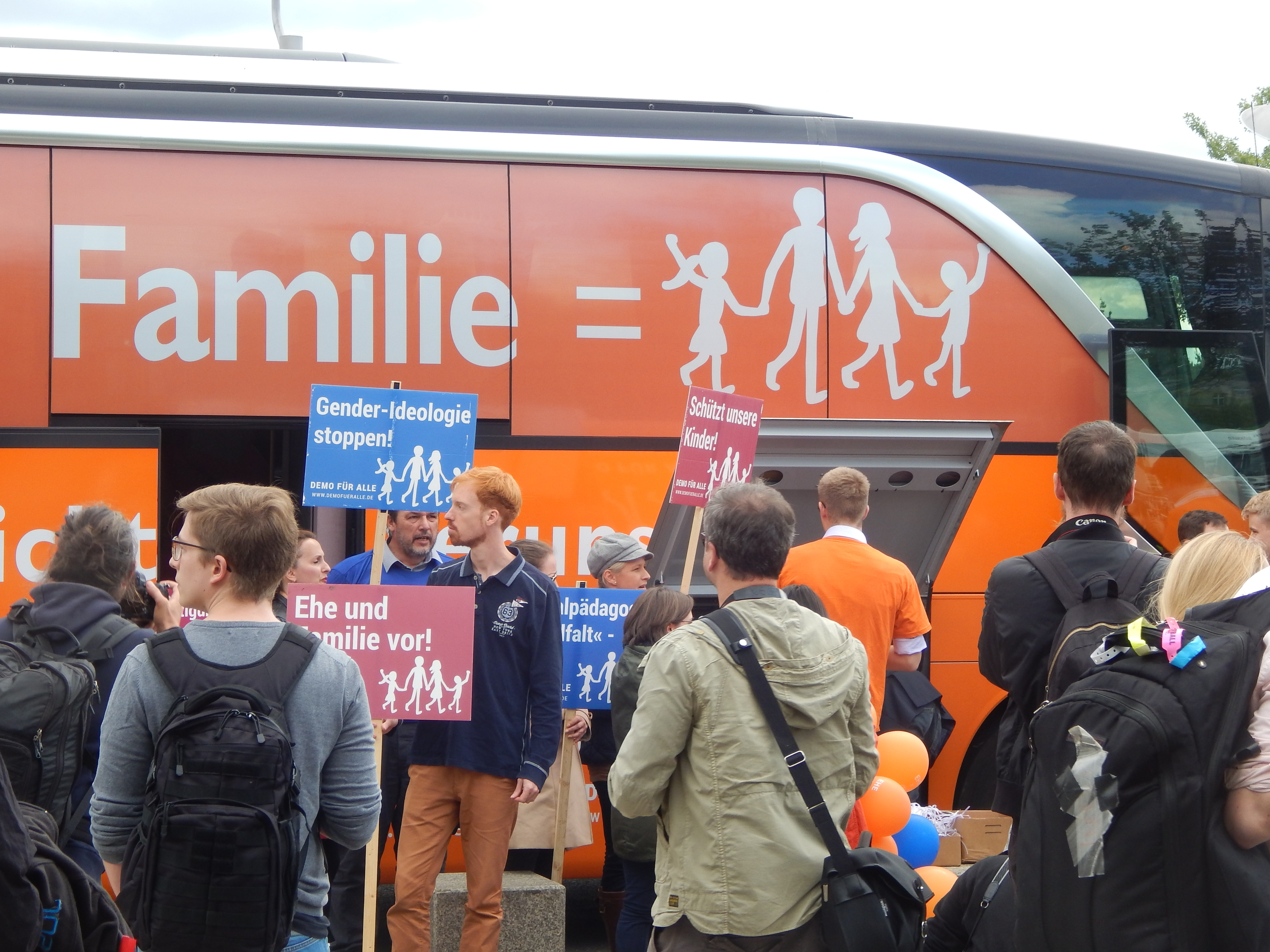
Odpůrci stejnopohlavního manželství protestují proti zákonu 15. září 2017 před sídlem německé spolkové kancléřky.

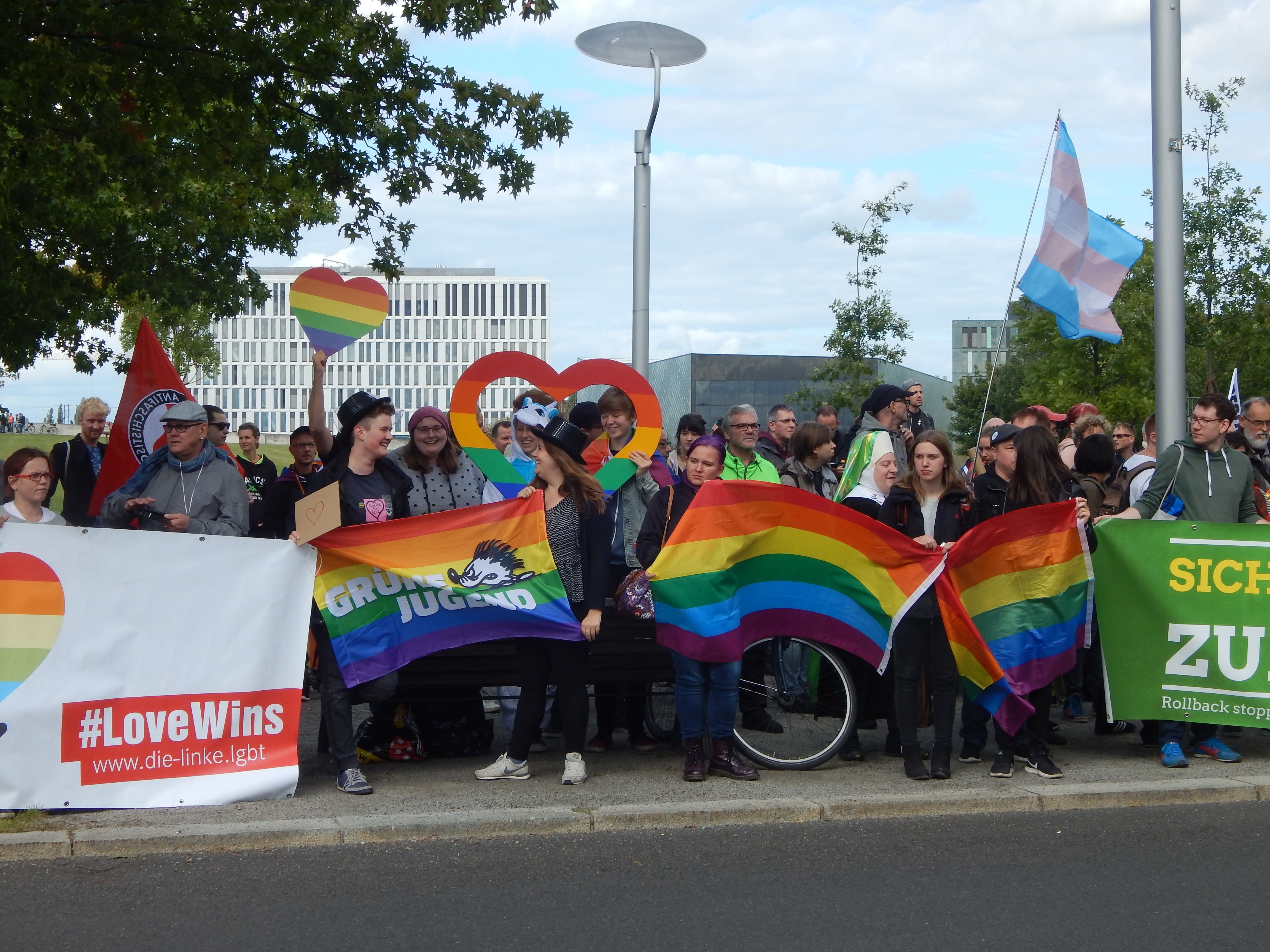
Akce příznivců stejnopohlavního manželství, 15. září 2017

Zatímco třetí vládní kabinet Angely Merkelové povolovala přisvojení osvojeného dítěte partnera v červnu 2014, jak požadoval rozsudek Spolkového ústavního soudu z r. 2013, tak sám soud už tehdy očekával, že se přímo zlegalizuje společná adopce dětí registrovanými páry stejného pohlaví, k čemuž však z procedurálních důvodů nedošlo.
V červnu 2014 přijala vláda navržený zákon o postupné adopci (adopci adoptovaného dítěte partnera) s diskusí o tom, zda rovnou zcela nezlegalizovat společnou adopci dětí homosexuálními páry, která už de facto přípustná je.  Komise spolkového sněmu se tím tehdy zabývala. 22. června spolkový sněm zamítl návrh novely zákona zcela legalizující adopci dětí homosexuálními páry předložený stranou Zelených. Jiný návrh novely zákona zrovnoprávňující registrované páry v daňové oblasti přijal jednomyslně spolkový sněm, čímž zcela splnil státní povinnosti plynoucí z rozsudku Spolkového ústavního soudu z června 2013.
V říjnu 2015 přijal spolkový sněm několik vládních návrhů různě modifikujících zákon o registrovaném partnerství. Ten měl sice dát registrovanému partnerství stejná práva jako má manželství v několika oblastech, nicméně nejednalo se o nijak relevantní změny. Návrh přijal spolkový sněm v listopadu.
Poté, co se stejnopohlavní manželství stane účinným, nebude možné již uzavírat žádná nová registrovaná partnerství. Stávající partnerství se zpětně rušit nebudou a půjde je na vlastní žádost nechat měnit na manželství.

#### Statistiky
Zákon o registrovaném partnerství je v Německu účinný od 1. srpna 2001. Do října 2004 do něj vstoupilo celkem 5 000 párů. V r. 2007 toto číslo stouplo na 15 000, přičemž dvě třetiny tvořily páry mužské, a zbylou třetinu páry ženské. V r. 2010 toto číslo stouplo na 23 000. 9. května 2011 počet uzavřených partnerství vzrostl na 68 268.
Koncem roku 2016 bylo v Německu uzavřeno 44 000 registrovaných partnerství. Téměř 25 000 (56,8 %) bylo mužských a 19 000 (43,2 %) ženských.
30. září 2017 bylo oznámeno, že se prvním homosexuálním párem, který uzavře v Německu sňatek podle nového zákona stanou  dva státní úředníci Karl Kreile, 59 let, a Bodo Mende, 60 let. Svatební obřad se měl uskutečnit 1. října 2017 v berlínském Rotes Rathaus. Oba muži spolu žili 38 let. Jejich manželství bylo přesn podle plánu uzavřeno v den účinnosti zákona o stejnopohlavním manželství, tj. 1. říjen 2017, v berlínském Rotes Rathaus. Ten samý den proběhly další svatební obřady homosexuálních párů vstupujících do manželství.

### Stejnopohlavní manželství

#### Historie
Hlavní vládnoucí strana CDU/CSU byla historicky proti legalizaci stejnopohlavního manželství. Svaz 90/Zelení, Sociální demokracie a Die Linke jej podporují a prosazovaly jeho přijetí. Svobodná demokratická strana (FDP) rovněž podporuje manželství osob stejného pohlaví, nicméně v letech 2009-2013 hlasovala proti němu z důvodu odmítání ze strany koaliční CDU/CSU. Podobně se zachovala SPD během vládní koalice s CDU/CSU v letech 2013-2017. Všechny ostatní strany se usnesly na tom, že se stejnopohlavní manželství stane podmínkou pro vstup do koalice s CDU/CSU po zářijových volbách.

##### Druhá vláda Angely Merkelové (2009-2013)
Opoziční strana Zelení předložila první návrh zákona legalizujícího stejnopohlavní manželství v červnu 2009. V březnu 2010 oznámil Senát města Berlín svůj záměr předložit návrh zákona o rovném manželství ve spolkové radě zastupující jednotlivé spolkové země. Podle vyjádření Senátu by tento zákon byl nejvíce kompatibilní s rozsudkem Spolkového ústavního soudu o tom, že se stejnopohlavními páry musí být zacházeno stejně jako s páry různopohlavními. Spolková rada návrh zamítla v září 2010. Pro přijetí zákona hlasovali pouze Berlín, Braniborsko, Brémy a Severní Porýní-Vestfálsko, zbylých 12 zemí hlasovalo proti.
V červnu 2011 se Senát města Hamburk krátce po komunálních volbách, kdy CDU ztratila mandát, rovněž odhodlal k předložení návrhu zákona o manželství osob stejného pohlaví ve spolkové radě.
28. června 2012 byl ve spolkovém sněmu odmítnut návrh zákona o stejnopohlavním manželství předložený stranou Zelených v poměru hlasů 309:260, se 12 zdrženími se. Návrh byl odůvodněn snahou o zrovnoprávnění homosexuálních párů v daňových a adopčních aspektech. Členové vládnoucí koalice CDU/CSU a FDP hlasovali proti přijetí, zatímco opoziční Sociálnědemokratická strana Německa, Zelení a Die Linke pro.
22. března 2013 přijala spolková rada návrh 5 zemí, který by zpřístupnil manželství i párům stejného pohlaví. Ten pak byl následně postoupen spolkovému sněmu, kde jej však vládnoucí koalice stejná jako v předchozím roce zamítla.

##### Třetí vláda Angely Merkelové (2013-2017)
22. září 2013 se konaly federální volby, jejichž účelem bylo sestavit novou vládní koalici. Nový spolkový sněm, který zahájil svojí činnost k 22. říjnu, se opět skládal z relativní většiny stran podporujících LGBT práva (SPD, Die Linke a Zelení). Die Linke okamžitě předložila návrh zákona o manželství osob stejného pohlaví, nicméně SPD se nakonec rozhodla jej nepodpořit z důvodu rizika nesouladu v rámci nového sestavení vlády. Přestože součástí předvolební kampaně SPD byla snaha o 100 % zrovnoprávnění LGBT minority, tak výsledný vládní kompromis mezi CDU, CSU a SPD její stanovisko ohledně LGBT práv přehodnotil.
25. září 2015 hlasovala spolková rada pro přijetí zákona o stejnopohlavním manželství předloženém 9 zeměmi. Zákon se dostal do spolkového sněmu, kde jej měly zamítnout vládnoucí strany.
16. prosince 2015 zablokovaly vládnoucí strany CDU/CSU a SPD pokus strany Zelených předložit návrh o stejnopohlavním manželství Komisi pro právní záležitosti.
14. srpna 2016 byli v berlínském Marienkirche dvěma protestantskými pastory oddáni dva homosexuální muži navzdory tomu, že německé zákony sňatky osob stejného pohlaví neuznávají. Jednalo se o první církevní homosexuální sňatek uzavřený v kostele.
V březnu 2017 oznámila SPD, že začne vyvíjet tlak na Křesťanskodemokratickou unii, aby zlegalizovala stejnopohlavní manželství s ohledem na většinovou podporu z řad veřejnosti. Předseda SPD ve Spolkovém sněmu Thomas Oppermann řekl, že jeho strana zpracuje svůj vlastní návrh takového zákona, a že se nepřipojí k neúspěšným návrhům Zelených, Die Linke a dalších opozičních stran ve Spolkové radě. 20. června 2017 zamítnul Spolkový ústavní soud žádost Zelených přikázat parlamentní komisi zpracovat a předložit zákonodárcům návrh zákona o stejnopohlavním manželstvím na poslední schůzi současného parlamentu.
17. června 2017 se Zelení usnesli na tom, že po podzimních volbách nevstoupí do vládní koalice s žádnou stranou, která nemá ve svém programu legalizaci stejnopohlavního manželství. 24. června doporučil předseda Svobodné demokratické strany (FDP) Christian Linder se usnést na podobném konsensu. Následující den učinila SPD stejné rozhodnutí.

#### Hlasování spolkového sněmu (2017)

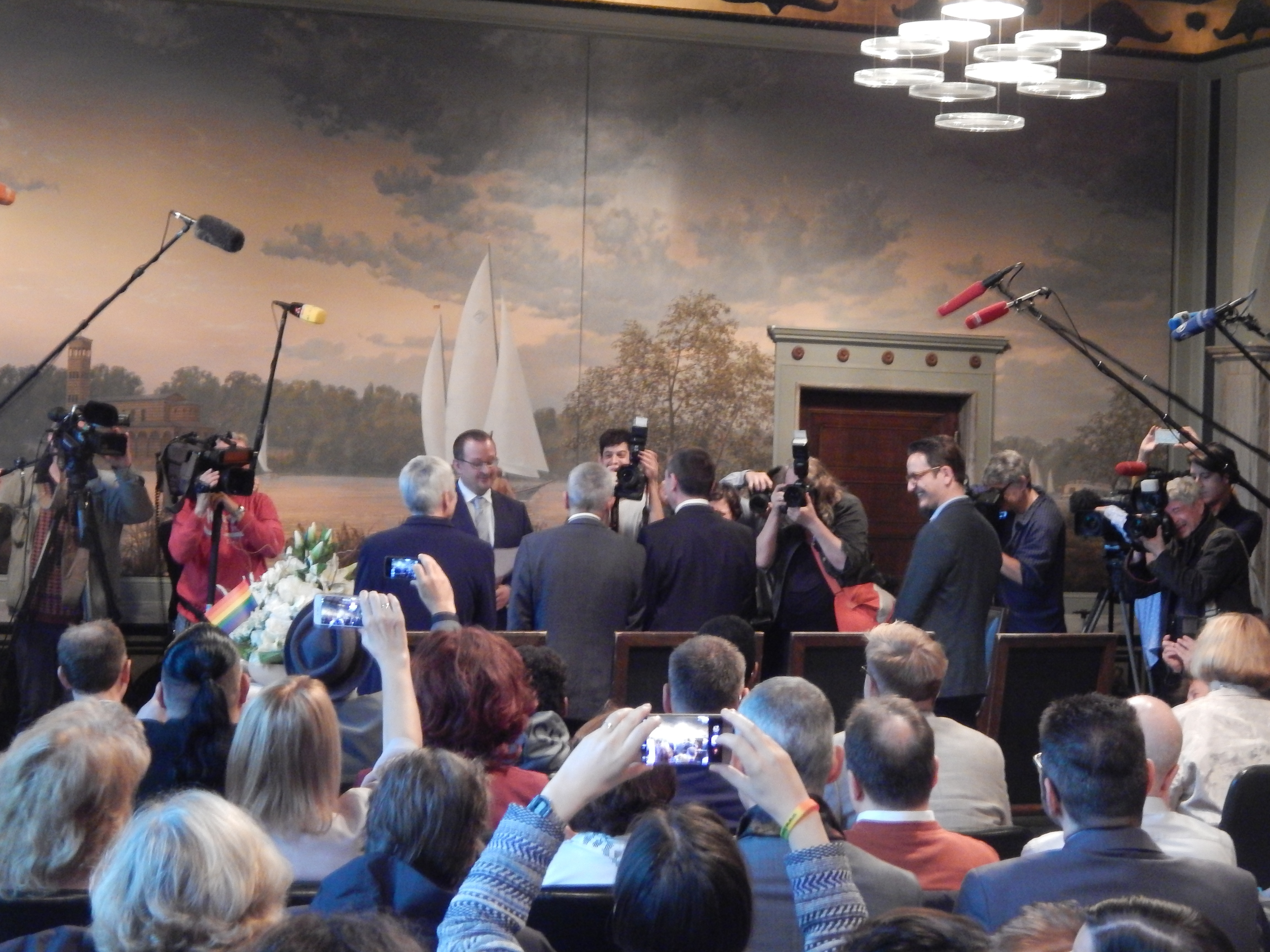
První homosexuální pár uzavírá v Německu manželství, 1. říjen 2017

27. června 2017 odpověděla na tiskové konferenci v Berlíně spolková kancléřka Angela Merkelová na otázku stejnopohlavního manželství tak, že by každý poslanec ve spolkovém sněmu měl o něm hlasovat podle svého nejlepšího svědomí. Díky tomuto jejímu prohlášení lze očekávat, že by se legalizaci stejnopohlavních sňatků v Německu mohla otevřít cesta. Následující den začalo několik politiků volat po hlasování ještě do konce týdne před letními prázdninami. Předseda SPD Martin Schulz slíbil, že se jeho strana zasadí o co nejrychlejší hlasování. Ten samý den obě unijní strany potvrdily, že jejich poslanci smí hlasovat podle vlastního uvážení, ačkoli odmítaly hlasování o stejnopohlavním manželství před podzimními volbami. 28. června se Komise pro právní záležitosti usnesla na hlasování ještě před prázdninami. V ní se SPD, Zelení a Die Linke spojily proti CDU/CSU. Zelení a Die Linke stáhly své vlastní návrhy, zatímco komise poslala k hlasování do spolkového sněmu návrh již přijatý spolkovou radou v r. 2015.
30. června 2017 spolkový sněm debatoval a drtivou většinou přijal návrh v poměru hlasů 393:226 se 4 zdrženími se. Angela Merkelová, díky jejímuž obratu se hlasování uskutečnilo, hlasovala proti stejnopohlavním sňatkům se slovy: "Doufám, že dnešní hlasování bude šířit respekt mezi jednotlivými názory a také větší sociální soudržnost a mír." 7. července přijala návrh spolková rada bez hlasování, protože nebyly vzneseny požadavky na smírčí zasedání (německy:Vermittlungsausschuss). 20. července 2017 byl návrh podepsán prezidentem Frankem-Walterem Steinmeierem. Pokud jej ještě nezablokuje úspěšná ústavní žaloba, stane se účinným pravděpodobně prvním dnem třetího měsíce následujícím po publikaci, tj. 1. říjen 2017. Stejnopohlavní páry začaly využít účinnosti nového zákona hned ten den. První svatba se odehrála v Berlíně.
| Strana                                                                            | Pro    | Proti  | Zdržel se | Nehlasoval |
| --------------------------------------------------------------------------------- | ------ | ------ | --------- | ---------- |
| G Křesťanskodemokratická unie Německa/Křesťansko-sociální unie Bavorska (CDU/CSU) | 75     | 225    | 4         | 5          |
| G Sociálnědemokratická strana Německa (SPD)                                       | 192    | –      | –         | 1          |
| Die Linke (Die Linke)                                                             | 63     | –      | –         | 1          |
| Svaz 90/Zelení (B90/Grüne)                                                        | 63     | –      | –         | –          |
| Nezávislí (Erika Steinbachová)                                                    | –      | 1      | –         | –          |
| Celkem                                                                            | 393    | 226    | 4         | 7          |
| Celkem                                                                            | 62,4 % | 35,9 % | 0,6 %     | 1,1 %      |

Několik právních expertů, včetně poslanců a spolkového ministra Thomase de Maizièra a předsedy klubu CDU/CSU Volkera Kaudera, zkoumá, zda návrh neodporuje ústavnímu právu, konkrétně pak článku 6(1) základního zákona Spolkové republiky Německo, který garantuje "manželství a rodině" "zvláštní státní ochranu".Bývalý prezident Spolkového ústavního soudu Hans-Jürgen Papier tvrdí, že stejnopohlavní manželství odporuje předchozím definicím manželství potvrzených soudem, a že je tudíž nezbytná změna ústavy. Pro přijetí takové změny je zapotřebí minimálně dvoutřetinové většiny obou komor parlamentu. Tuto tezi naopak rozporuje mnoho politiků, včetně spolkového ministra spravedlnosti Heiko Maase, podle něhož článek 6(1) nijak nedefinuje manželství, a tudíž ani nevylučuje jeho odlišný výklad v zákonech nižší právní síly.
Po přijetí zákona se bavorská vláda a Alternativa pro Německo (AfD) rozhodly zvážit možnost ústavní žaloby (německy: abstrakte Normenkontrolle). Nicméně kompetence Alternativy pro Německo k takovým právním úkonům jsou omezené, neboť není součástí spolkové vlády, zemské vlády, a neplní nutnost minimálně čtvrtiny poslanců ve spolkovém sněmu. I v posledních dnech do účinnosti nové legislativy tvrdila bavorská vláda, že nevylučuje možnost ústavní žaloby, ačkoli jsou vyhlídky na její úspěšnost nízké.
V září 2018 skoro rok po nabytí účinnosti zákona o stejnopohlavním manželství se Alternativa pro Německo (AfD) rozhodla zahájit sběr podpisů pod petici za zrušení sňatků pro páry stejného pohlaví. K té pak proběhlo 11. října ve spolkovém sněmu veřejné slyšení, na němž byl požadavek jasně odmítnut. S návrhem na zrušení příslušné legislativy nesouhlasily všechny zbylé politické strany, koaliční i opoziční. Poslanci Zelených a CDU/CSU místo toho dokonce pogratulovali 10 tisícům homosexuálních párů, které za jediný rok využily možnosti uzavřít manželství, a návrh AfD označili za "špatný" a "nedemokratický" a ubohý politický trik, jímž zatěžovali svobodnou společnost (ein billiger Wahlkamp auf Kosten der freien Gesellschaft), či dokonce za "neslýchaný" (stinkfaul).
V září 2018 prezentovala AfD v zemském sněmu německé spolkové země Šlesvicko-Holštýnsko petici požadující žalobu proti zákonu o stejnopohlavním manželství na půdě spolkového ústavního soudu. Všechny politické strany jí odmítly, protože se drtivá většina právních expertů shoduje, že stejnopohlavní manželství není v jakémkoli rozporu se základním zákonem.

#### Statistiky
Od října do konce prosince 2017 uzavřelo v Berlíně manželství 680 homosexuálních párů. Z nich bylo 180 oddáno na Temelhof-Schöneberg, 100 na Charlottenburg-Wilmersdorf a 97 na Friedrichschain-Kreuzberg, zatímco zbytek využil přilehlé berlínské lokality. Během těchto tří měsíců činily homosexuální páry 18,4 % všech, kteří uzavřeli v Berlíně manželství.
Ve Stuttgartu bylo od října do prosince 2017 uzavřeno 168 stejnopohlavních manželství, přičemž většinu tvořily ty, které si měnily status registrovaného partnerství na manželství.
V Mannheimu bylo od října 2017 do února 2018 uzavřeno 135 stejnopohlavních manželství. 16 z nich byly změny registrovaných partnerství na manželství. Ve Freiburgu im Breisgau byl počet homosexuálních párů uzavírajících manželství 46.
Do konce března 2018 bylo v Berlíně uzavřeno více, než 1000 stejnopohlavních manželství (čtyři přilehlé lokality nebyly zahrnuty do statistiky, takže údaje nejsou kompletní). V Hamburku jich bylo 900, v Kolíně nad Rýnem 644, v Mnichově 477, ve Frankfurtu nad Mohanem 216, V Düsseldorfu 192, v Dortmundu 180 a v Hannoveru 158. Most of these were conversions from partnerships.??
Koncem září 2018 rok po legalizaci stejnopohlavního manželství uzavřelo v Německu sňatek více, než 10 tisíc homosexuálních párů, z toho dvě třetiny činily změnu z registrovaného partnerství.

## Veřejné mínění
Výzkum z prosince 2006 provedený Angus-Reid Global Monitorem zabývajícím se názory veřejnosti na ekonomické, politické a sociální otázky v rámci členských zemí EU zařadil Německo mezi sedm zemí s většinovou 52 % podporou stejnopohlavního manželství. Německá podpora rovného manželství se pohybuje na průměrem EU 44 %.
V lednu 2013 shledal výzkum od YouGov, že 66 % Němců podporuje stejnopohlavní manželství, zatímco 24 % je proti a 10 % nemá ucelený názor. Podpora homoparentální adopce byla 59 %, 31 % bylo proti a 11 % nemělo ucelený názor.
Výzkum z února 2013 došel k závěru, že 74 % Němců podporuje stejnopohlavní manželství, zatímco 23 % je proti. Podpora byla vysoká jak u voličů Zelených a SPD, tak i u voličů a podporovatelů kancléřky Angely Merkelové a vládnoucí CDU, kde téměř dvě třetiny byly pro.
Statistika od Ipsos z května 2013 shledala, že 67 % respondentů podporuje stejnopohlavní manželství, zatímco 12 % je pro jinou formu právního uznání stejnopohlavního soužití.
Podle šetření francouzského institutu Ifop z května 2013 74 % Němců podporuje sňatky osob stejného pohlaví a homoparentální adopce.
Podle statistiky od TNS Emnid z října 2013 70 % respondentů podporuje rovnost mezi registrovaným partnerstvím a manželstvím.
Dle výsledků statistiky YouGov z května 2015 podporuje stejnopohlavní manželství 65 % Němců (podle volebních preferencí: 57 % voličů CDU, 79 % voličů SPD, 68 % voličů Die Linke a 94 % voličů Zelených). Zbylých 28 % bylo proti a 7 % nemělo vyhraněný názor. Podpora napříč věkovými skupinami je nejvyšší 75 % mezi respondenty mezi 18-24 lety, zatímco u osob 55 let a výše klesá na 60 %, 64 % podpora je u katolíků a 63 % u protestantů. Podpora adopce homosexuálními páry je 57 %, zatímco 35 % je proti a zbylých 8 % nemá jasný názor.
Podle Eurobarometru 2015 souhlasí 66 % Němců s legalizací stejnopohlavního manželství napříč celou Evropou, 29 % je proti.
Jiný výzkum z května 2015 od TNS Emnid shledává 64 % podporu stejnopohlavního manželství (dle preferencí: 63 % voličů CDU/CSU, 77 % voličů SPD, 63 % voličů FDP, 62 % voličů Die Linke, 89 % voličů Svazu 90/Zelených a 14 % voličů AfD pro Německo. Dalších 31 % je proti a 8 % nemá vyhraněný názor.
Statistika z června 2015 ukázala 65 % podporu stejnopohlavního manželství (dle preferencí: 58 % voličů CDU, 75 % voličů SPD, 72 % voličů Die Linke, 79 % voličů Zelených, 65 % voličů FDP a 42 % voličů AfD).
V lednu 2017 indikovala studie Německé federální anti-diskriminační agentury (Germany's Federal Anti-Discrimination Agency) že 83 % Němců podporuje stejnopohlavní manželství.
Výzkum z června 2017 ukázal, že 73 % Němců podporuje stejnopohlavní manželství, z nich 95 % bylo voličů Zelených, 82 % voličů SPD, 81 % voličů Die Linke, 64 % voličů CDU, 63 % FDP a 55 % AfD.